# Arbeca
Arbeca es un municipio español perteneciente a la provincia de Lérida, en la comunidad autónoma de Cataluña. Se sitúa en la comarca de Las Garrigas, en la parte septentrional de esta, en el límite con las de la Plana de Urgel y Urgel y regado por el canal de Urgel. Los patrones de Arbeca son san Jaume y santa Caterina. La fiesta mayor es el 15 de agosto. 

## Geografía humana

### Demografía
Cuenta con una población de 2081 habitantes (INE 2024).
| Gráfica de evolución demográfica de Arbeca entre 1842 y 2021                                                          |
| |
| Población de derecho según los censos de población del INE. Población de hecho según los censos de población del INE. |

| 1900 | 1930 | 1950 | 1970 | 1981 | 1986 | 2005 | 2007 |
| ---- | ---- | ---- | ---- | ---- | ---- | ---- | ---- |
| 2921 | 3118 | 3012 | 2441 | 2380 | 2385 | 2484 | 2512 |

## Economía
Producción de aceite de oliva. La aceituna arbequina es más pequeña que la sevillana pero produce un aceite de excepcional calidad, posiblemente de los mejores aceites de oliva del mundo.[cita requerida] Fue introducida por el duque de Medinaceli, Señor de Arbeca que la trajo de Palestina en el siglo XVIII.

## Lugares de interés
Ruinas del Castillo, llegó a ser un magnífico castillo renacentista, con cinco torres, una de ellas central. Fue destruido a partir del año 1851.

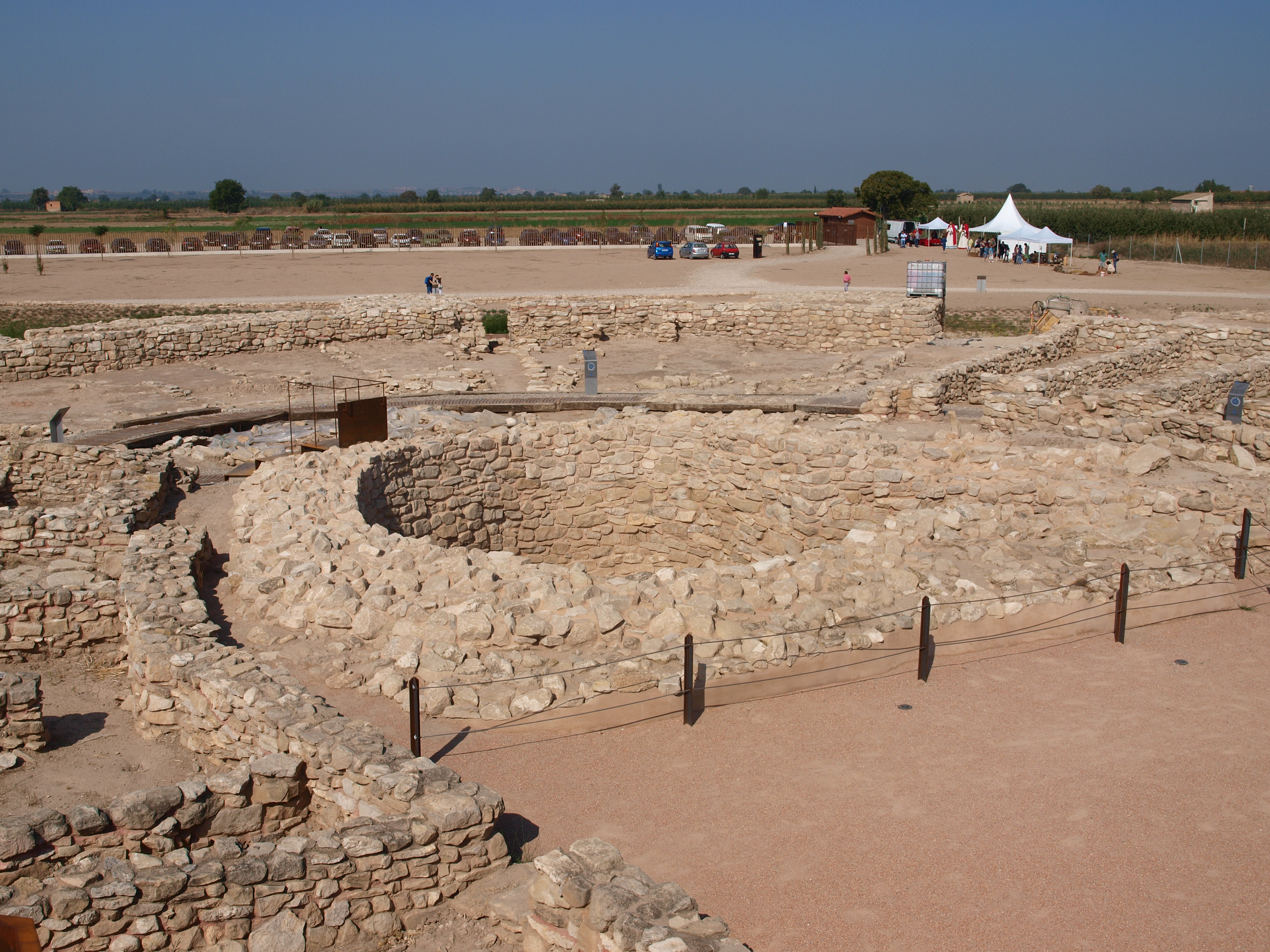
Vista de la zona arqueológica de Els Vilars

En los alrededores del pueblo puede verse también la fortaleza íbera de Els Vilars (750a.C.). En el año 1998 fue declarado Bien Cultural de Interés Nacional, en la categoría de zona arqueológica, por la Generalidad de Cataluña. Els Vilars es un yacimiento protohistórico situado en el extremo noroeste del término de Arbeca, en la comarca leridana de Las Garrigues. Se trata de una fortaleza ya que el 75% de la superficie construida corresponde a un sistema defensivo compuesto por doce torres.
Los trabajos en el yacimiento tienen por objetivo la recuperación del foso que envuelve la fortaleza y sus escarpes. La intervención, de gran envergadura y complejidad, implica diferentes fases. Por un lado, la excavación de restos romanos. Por otra parte, se procederá al vaciado de la cavidad y la restauración de los escarpes. Finalmente, se actuará sobre el sistema de drenaje en el fondo de la cavidad para dar salida al agua.
La intervención subvencionada por el Ministerio de Cultura contribuirá a realzar la fortificación y a exhibir al público visitante el foso, el parámetro interno y las estructuras adosadas al mismo. Además, el acondicionamiento del foso es igualmente vital para la conservación y la puesta en valor de los restos arqueológicos. 
La restauración persigue que el poblado de Els Vilars se consolide como un punto de referencia del turismo cultural y el estudio de la época ibérica.